# Beth - Biblioteche Europee di Teologia
BETH - Biblioteche Europee di teologia, o, in francese, Bibliothèques Européennes de Théologie, da cui il nome BETH, è un'associazione ecumenica fondata nel 1961, con registrazione legale a Nimega, Paesi Bassi. BETH si propone di contribuire allo sviluppo delle biblioteche teologiche in Europa promuovendo la cooperazione tra i suoi membri. BETH conta associazioni membro e biblioteche in 14 paesi europei, e organizza annualmente un incontro in diverse città europee. Gli argomenti degli incontri annuali riflettono le sfide della moderna biblioteconomia teologica, quali il futuro delle biblioteche teologiche, la digitalizzazione, l'open access, l'information literacy etc.

## Storia
Nel 1957, in occasione del decimo anniversario dell'Arbeitsgemeinschaft Katholisch-Theologischer Bibliotheken, alcuni bibliotecari si riunirono a Francoforte e crearono lo schema per un'associazione, primo nucleo di quello che sarebbe diventato BETH. Questi bibliotecari, padre Luchesius Smits (VKSB, Vereniging voor Seminarie- en Kloosterbibliothecarissen, Paesi Bassi), padre Francis Courtney (ABTAPL, Regno Unito) e padre Paul Mech (Association des bibliothèques de sciences religieuses, Francia), nello spirito della ricostruzione e della riconciliazione, caratteristica del periodo successivo alla Seconda Guerra Mondiale, hanno voluto contribuire alla crescita della fede cristiana sviluppando lo scambio tra biblioteche specializzate in studi religiosi. Hanno ritenuto necessario migliorare il livello professionale dei bibliotecari, lavorare su bibliografie internazionali e lavorare insieme per i loro obiettivi comuni. A questo proposito, si può citare Johan van Wyngaerden che commenta così il lavoro dei fondatori dell'associazione olandese VSKB: "Considerarono come missione apostolica non solo assumersi la responsabilità della conservazione delle preziose collezioni dei libri del seminari e monasteri, ma anche metterlw a disposizione di un pubblico più ampio".
Fu a Francoforte, tuttavia, che il 18 ottobre 1961 fu istituito il Comitato internazionale per il coordinamento delle associazioni di biblioteche teologiche cattoliche (le Comité international de coordinamento des association de bibliothèques de théologie catholique). Questo avvenne durante un incontro di bibliotecari tedeschi, cui si erano trovati presenti anche bibliotecari francesi e olandesi. Questo comitato aveva una struttura piuttosto informale; dieci anni dopo circa, i membri decisero di creare un'associazione formale. Nel 1970, il "Comitato" divenne il Consiglio internazionale delle associazioni delle biblioteche teologiche (le Conseil international des association de bibliothèques de théologie) e si espanse fino a includere un certo numero di associazioni nazionali. Gli statuti della nuova associazione furono adottati in una assemblea tenutasi il 26 settembre 1973 e ricevettero l'approvazione reale nei Paesi Bassi. La segreteria dell'associazione era a Nimega. Negli anni successivi, diverse associazioni nazionali si unirono al consiglio, che a sua volta aderì all'IFLA (1971-1986). Dal 1961 al 1999 diverse pubblicazioni testimoniano l'intraprendente attività del Consiglio: Scripta recenter edita, che è un'attuale bibliografia di opere filosofiche e teologiche, è stata pubblicata dal 1950 al 1973, e Bibliographia ad usum seminariorum, una selezione degli strumenti necessari per gli studi teologici (liturgici, missiologici, ecumenici) dal 1959 al 1965.
Subito dopo la sua creazione, il Consiglio Internazionale delle Associazioni delle Biblioteche Teologiche iniziò a pubblicare un elenco di periodici di scienze religiose, sia attivi sia cessati, che appartenevano alle raccolte delle biblioteche membri. I membri delle associazioni nazionali hanno fatto un'indagine approfondita delle biblioteche del loro paese per chiarire la storia di ogni titolo, quindi questi file sono stati fatti circolare tra gli altri membri che hanno potuto integrare, correggere e localizzare i dati. Questo sforzo iniziato negli anni '60 è stato laborioso e ha richiesto molto tempo; ne è emersa una sola pubblicazione, Clavis foliorum periodicorum: Benelux, che copriva i periodici in Belgio, Paesi Bassi e Lussemburgo ed è stata pubblicata nel 1994 da Peeters. Portato avanti più o meno efficacemente nei diversi paesi membri, questo progetto è stato definitivamente concluso all'inizio degli anni 2000 contemporaneamente alla digitalizzazione dei vecchi cataloghi e alla creazione di nuovi cataloghi digitali. Sebbene il progetto sia stato interrotto nella sua fase iniziale, ha fornito alle associazioni nazionali uno strumento che potrebbe essere utilizzato dalle biblioteche associate.
Nel 1999 il Consiglio, per sottolineare il carattere specificamente europeo delle sue attività, ha cambiato il nome dell'associazione in BETH: Bibliothèques Européennes de Théologie / European Theological Libraries / Europäische Bibliotheken für Theologie, dotato di un sito web (www.beth.be) che è stato ospitato dall'Università Cattolica di Leuven (KULeuven).
BETH, sostenuta dalle organizzazioni nazionali e dal patrimonio eccezionalmente ricco delle biblioteche coinvolte, organizza ogni anno un convegno di studio. Le biblioteche di tutte le regioni d'Europa sono accolte nell'associazione, sebbene le comunicazioni tra i membri siano principalmente condotte in inglese. BETH assiste i suoi membri nella formazione di consorzi per ottenere l'accesso a banche dati e distribuisce durante l'anno informazioni su mostre, simposi altri progetti di digitalizzazione in corso.

## Logo

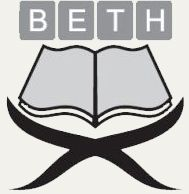
Ex logo (2008-2020)

Beth ב è la seconda lettera dell'alfabeto ebraico e la prima lettera del testo biblico, che inizia con la parola Bereschit (in principio). La parola BETH, sempre in riferimento alla lingua ebraica, trasmette inoltre l'idea di una casa comune.
Nel 2008, un artista ungherese ha disegnato un logo dell'associazione, che esprimeva la tradizione dello studio e della lectio divina posta su un lettorile; il lavoro del bibliotecario contemporaneo è richiamato dai tasti di una tastiera, le cui lettere compongono l'acronimo dell'associazione.
Nel 2020, facendo seguito ad un concorso, il consiglio direttivo di BETH ha adottato un nuovo logo, le cui deigners sono croate (Ivana Čukelj, Iva Đaković); è un simbolo dell'associazione semplice, universale e "senza tempo".

## Associazioni membri
- ABCF: Association des Bibliothèques Chrétiennes de France Archiviato il 26 gennaio 2021 in Internet Archive. - Francia
- ABEI: Associazione dei Bibliotecari Ecclesiastici Italiani - Italia
- ABIE: Asociación de Bibliotecarios de la Iglesia en España - Spagna
- ABTAPL: Associazione delle biblioteche teologiche e filosofiche britanniche - Regno Unito e Irlanda [4]
- AKThB: Arbeitsgemeinschaft Katholisch-Theologischer Bibliotheken - Germania
- BibRel.ch: [collegamento interrotto] - Svizzera
- EKE: Egyházy Könyvtárak Egyesülése - Ungheria
- FIDES: Federazione delle Biblioteche Ecclesiastiche Polacche - Polonia
- FTLA: Finnish Theological Library Association Finland
- FTRB: Forum per Teologiske og Religionsfaglige Bibliotek - Norvegia
- URBE: Unione Romana Biblioteche Ecclesiastiche - Italia
- VkwB: Verband kirchlich-wissenschaftlicher Bibliotheken in der Arbeitsgemeinschaft der Archive und Bibliotheken in der evangelischen Kirche (AABevK) - Germania
- VRB: Expertisehouders Levensbeschouwelijke Collecties - Belgio
- VTB: Vereniging voor het Theologisch Bibliothecariaat - The Netherlands

## Membri straordinari
Sono membri straordinari le seguenti biblioteche:
- Biblijski Institut a Zagabria - Croazia
- BNU: Bibliothèque nationale universitaire de Strasbourg - Francia
- Istituto Pentecostale in Romania
- Universitätsbibliothek Tübingen / Index Theologicus (IxTheo) - Germania